# Shiroishi-ku
Shiroishi (白石区, Shiroishi-ku) est l'un des dix arrondissements de la ville de Sapporo au Japon. Il est situé à l’est de la ville.

Position de l'arrondissement de Shiroishi dans la ville de Sapporo.

En 2015, sa population est de 210 492 habitants pour une superficie de 34,47 km2, ce qui fait une densité de population de 6 110 hab./km2.

## Histoire

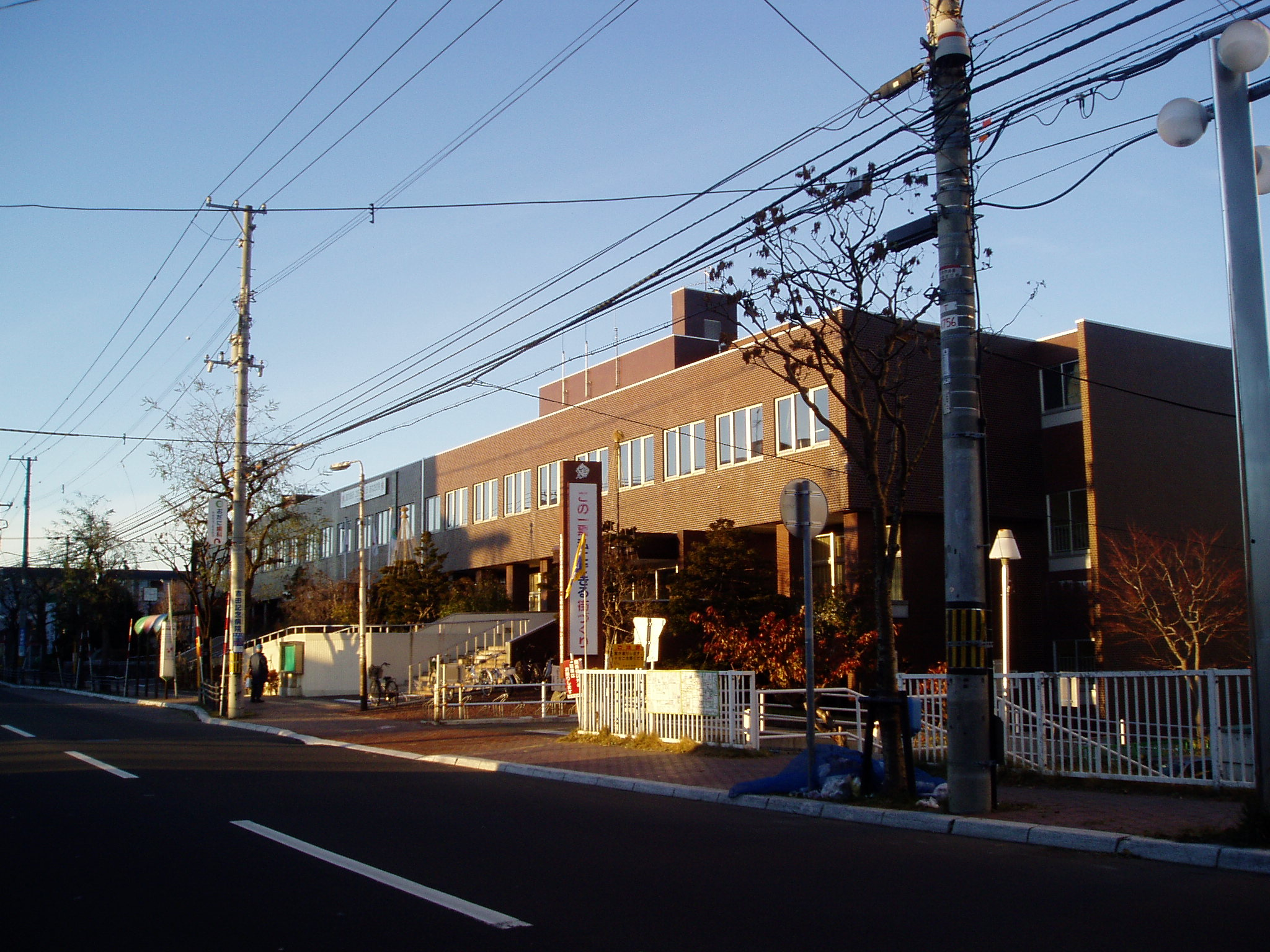
Mairie de l'arrondissement de Shiroishi.

Shiroishi était auparavant un village qui a été incorporé à Sapporo en 1950. L'arrondissement a été officiellement créé en 1972. En 1989, sa partie orientale est devenue l'arrondissement d'Atsubetsu.

## Transport publics
L'arrondissement est desservi par la ligne de métro Tōzai, ainsi que par les lignes Hakodate et Chitose de la JR Hokkaido.